# Мотц, Георг
Георг Мотц (нем. Georg Motz; 24 декабря 1653 — 25 сентября 1733) — немецкий органист и музыкальный теоретик.

## Жизнь
Получил первоначальное музыкальное образование в Аугсбурге у Георга Шмецера. В 16 лет прибыл в Вормс, где окончил схоластические курсы, а затем переселился в Вену. Был на службе у князя Эггенберга. В 1679 году совершил поездку по Италии. В 1680 году поселился в Чехии, работал органистом в городе Чески-Крумлов. С 1681 года находился в длительном путешествии, во время которого посетил Прагу, Дрезден, Виттенберг, Берлин, Гамбург, Данциг и Кенигсберг. В 1682—1720 годы он был кантором в королевской провинциальной школе в Тильзите. Скончался Мотц в Тильзите в 1733 году.
Наиболее важное сочинение Мотца — книга «В защиту церковной музыки» (нем. Die vertheidigte Kirchen-Music; 1703) — представляет собой развёрнутый ответ протестантскому богослову Кристиану Герберу, настаивавшему на недопустимости использования музыки в протестантском богослужении. Сочинения Мотца получили поддержку и одобрение Иоганна Маттезона, выступившего их редактором. Будучи отпечатаны в Тильзите, они, однако, сохранились буквально в нескольких экземплярах.